# リチャード・ウィンフィールド (第3代ポーズコート子爵)
第3代ポーズコート子爵リチャード・ウィンフィールド（英語: Richard Wingfield, 3rd Viscount Powerscourt、1730年12月24日洗礼 – 1788年8月8日）は、アイルランド王国の貴族、政治家。

## 生涯
初代ポーズコート子爵リチャード・ウィンフィールドと2人目の妻ドロシー・ベレスフォード・ローリー（Dorothy Beresford Rowley、1785年7月21日没、ハーキュリーズ・ローリーの娘）の息子として生まれ、1730年12月24日に洗礼を受けた。1746年6月27日、ミドル・テンプルに入学した。1751年に父が死去すると、遺言状で6,000ポンドを受け取った。
1761年から1764年までウィックロー・カウンティ選挙区の代表としてアイルランド庶民院議員を務め、1764年5月6日に兄エドワードが死去するとポーズコート子爵位を継承、10月22日にアイルランド貴族院議員に就任した。
1788年8月8日にダブリンで死去、ポーズコートで埋葬された。長男リチャードが爵位を継承した。

## 家族
1760年9月7日、アメリア・ストラトフォード（Amelia Stratford、1831年10月11日没、初代アルドバラ伯爵ジョン・ストラトフォードの娘）と結婚、3男3女をもうけた。
- リチャード（1762年 – 1809年） - 第4代ポーズコート子爵
- ジョン（1772年8月2日 – 1850年8月9日） - 1797年4月25日、フランシス・バーソロミュー（Frances Bartholomew、1827年7月13日没、レオナード・バーソロミューの娘）と結婚、子供あり。1832年8月1日、ハリエット・グラント（Harriette、1863年3月28日没、ヘンリー・グラントの娘）と再婚
- エドワード（1772年8月2日 – 1859年8月24日） - 1797年4月17日、ハリエット・エスター・ウェステンラー（Harriet Esther Westenra、1858年12月16日没、庶民院議員ヘンリー・ウェステンラーの娘）と結婚、子供あり
- マーサ（1844年9月13日没）
- エミリア（Emilia、1840年6月6日没） - 1817年、ロバート・ディーン・スプレッド（Robert Deane Spread、1840年2月5日没）と結婚
- ハリエット（1800年没）